# フィリップ・カー
フィリップ・カー（Philip Kerr, 1956年2月22日 - 2018年3月23日）は、英国スコットランドの推理作家。2004年からは、P・B・カーという筆名で『ランプの精』というシリーズのファンタジーも発表している。

## 経歴
エディンバラに生まれ、ノーサンプトンのグラマー・スクールを経てバーミンガム大学で法学を専攻し、1980年にドイツ法を修めて法学修士に就く。ロンドンの広告代理店「Search & Search」にてコピーライターの仕事に就いた後、フルタイム・ライターとして「サンディ・タイムズ」や「イヴニング・スタンダード」誌への寄稿生活を経て、1989年に処女作『偽りの街』の成功を機として専業作家としてデビューする。
ナチス政権下から終戦に至る戦前から戦後にかけての混乱期を背景とした、私立探偵（元刑事）ベルンハルト・グンターを主人公とする「ベルリン・ノワール」とよばれる三部作を上梓。のちに出版社（ペンギン・ブックス）からシリーズの継続依頼を受けるが、これを拒否して2002年に至るまで10年余り、版元を換えてほぼ年1冊のペースでテーマの異なるサスペンス・ミステリー作品を出版した。
2004年、元々は自らの子どものために書いたという童話を P・B・カーの名義で出版し、それ以降は「ランプの精 Children of the Lamp」シリーズとして定着する。2006年には15年の空白期間をおいて「ベルリン三部作」の続編『変わらざるもの The One from The Other』を書き上げ、ベルンハルト・グンターのシリーズも、童話と並行して年1作のペースで続いていた。
2018年3月23日死去。62歳没。

## 作品リスト

### フィリップ・カー名義
（* は、私立探偵ベルンハルト・グンター主人公のもの）
| 発表年 | 原題                                               | 日本語訳                                    |
| ------ | -------------------------------------------------- | ------------------------------------------- |
| 1989   | March Violets *                                    | 偽りの街（ベルリン三部作第1部）             |
| 1990   | The Pale Criminal *                                | 砕かれた夜（ベルリン三部作第2部）           |
| 1991   | A German Requiem *                                 | ベルリン・レクイエム（ベルリン三部作第3部） |
| 1992   | A Philosophical Investigation                      | 殺人探求                                    |
| 1993   | Dead Meat                                          | 屍肉                                        |
| 1995   | Gridiron                                           | 殺人摩天楼                                  |
| 1996   | Esau                                               | エサウ - 封印された神ん子                   |
| 1997   | A Five Year Plan                                   | 密送航路                                    |
| 1998   | The Second Angel                                   | セカンド・エンジェル - 血の黙示録           |
| 1999   | The Shot                                           | （日本語版未訳）                            |
| 2002   | Dark Matter : The Private Life of Sir Isaac Newton | （日本語版未訳）                            |
| 2006   | The One from The Other *                           | 変わらざるもの                              |
| 2008   | A Quiet Flame *                                    | 静かなる炎                                  |
| 2009   | If the Dead Rise Not *                             | 死者は語らずとも                            |
| 2010   | Field Grey *                                       | （日本語版未訳）                            |
| 2011   | Prague Fatale *                                    | （日本語版未訳）                            |

### P・B・カー名義
| 発表年 | 原題                              | 日本語訳                                |
| ------ | --------------------------------- | --------------------------------------- |
| 2004   | The Akhenaten Adventure           | ランプの精 1 - イクナートンの冒険       |
| 2005   | The Blue Djinn of Babylon         | ランプの精 2 - バビロンのブルー・ジン   |
| 2006   | The Cobra King of Kathmandu       | ランプの精 3 - カトマンズのコブラキング |
| 2007   | The Day of the Djinn Warriors     | ランプの精シリーズ続編（日本語版未訳）  |
| 2008   | One Small Step                    | （日本語版未訳）                        |
| 2009   | The Eye of the Forest             | ランプの精シリーズ（日本語版未訳）      |
| 2010   | The Five Fakirs of Faizabad       | ランプの精シリーズ（日本語版未訳）      |
| 2011   | The Grave Robbers of Genghis Khan | ランプの精シリーズ（日本語版未訳）      |